# Лаский, Альбрехт
Альбрехт Лаский (1536 — 23 ноября 1605) — государственный и военный деятель Речи Посполитой, сенатор, воевода серадзский (1566—1605), староста спишский и мариенбургский, польский авантюрист и алхимик.

## Биография
Представитель польского дворянского рода Ласких герба «Кораб». Единственный сын воеводы серадзского Иеронима Лаского (1496—1541) и Анны Курозвенцкой (ум. после 1552).
После смерти родителей юный Альбрехт Лаский перешел на воспитание священника Мацея Лобоцкого, друга семьи Ласких. Под его руководством он изучал историю, литературу, философию, право, латынь, греческий и немецкий языки. Опекунами имений Альбрехта стали его дядя, воевода серадзский Станислав Лаский, воевода сандомирский Ян Тенчинский и каштелян сондецкий Северин Бонар.
В возрасте 12 лет Альбрехт Лаский был послан ко двору императора Священной Римской империи Карла V Габсбурга, который определил его на службу к своему младшему брату, королю Венгрии и Чехии Фердинанду. В 1551 году после достижения совершеннолетия Альбрехт Лаский вернулся в Польшу и вступил во владение отцовскими имениями.
В 1553 году Альбрехт Лаский приехал в Вену, где был назначен секретарем Екатерины Габсбург, дочери Фердинанда I и Анны Ягеллонки, сопровождал её во время поездки в Краков, где она стала третьей женой польского короля Сигизмунда ІІ Августа. Должность секретаря была только формальной — молодой магнат, подданный двух властителей, мог обеспечивать добрые отношения между правящими домами Ягеллонов и Габсбургов.
В 1556 году Альбрехт Лаский вновь посетил Польшу, где познакомился с Екатериной Бучинской, вдовой богатого венгерского магната Ежи Середи. В 1558 году их свадьба состоялась в Кежмарке, жена принесла приданое в размере 100 тысяч дукатов.

## Молдавская экспедиция
В 1559 году Альбрехт Лаский прибыл в Альба-Юлию, столицу Трансильвании, ко двору Изабеллы Ягеллонки, вдовы венгерского короля и трансильванского князя Яноша І Запольяи, рассчитывая на поддержку последней в его борьбе за молдавский господарский престол. Однако в сентябре того же года Изабелла Ягеллонка вскоре скончалась. При трансильванском дворе Альбрехт Лаский познакомился с Иоаном Якобом Гераклидом, который ранее участвовал в боярских заговорах в Молдавии и вынужден был покинуть свою родину. Альбрехт Лаский и Иоанн Гераклид заключили взаимное соглашение. Они вернулись в Кежмарок, где Лаский собрал наёмное войско для молдавской экспедиции. В это время изменилась политическая обстановка: Польско-Литовское государство вступило в войну с Россией из-за обладания Ливонским орденом и опасалось любых беспорядков на юго-восточной границе, что могло привести к войне с могущественной Османской империей. В 1560 году наёмники Альбрехта Лаского и Иоанна Гераклида, выступившие через польские владения на Молдавию, были остановлены в Подолии польскими войсками под командованием великого гетмана коронного Николая Сенявского и разоружены.

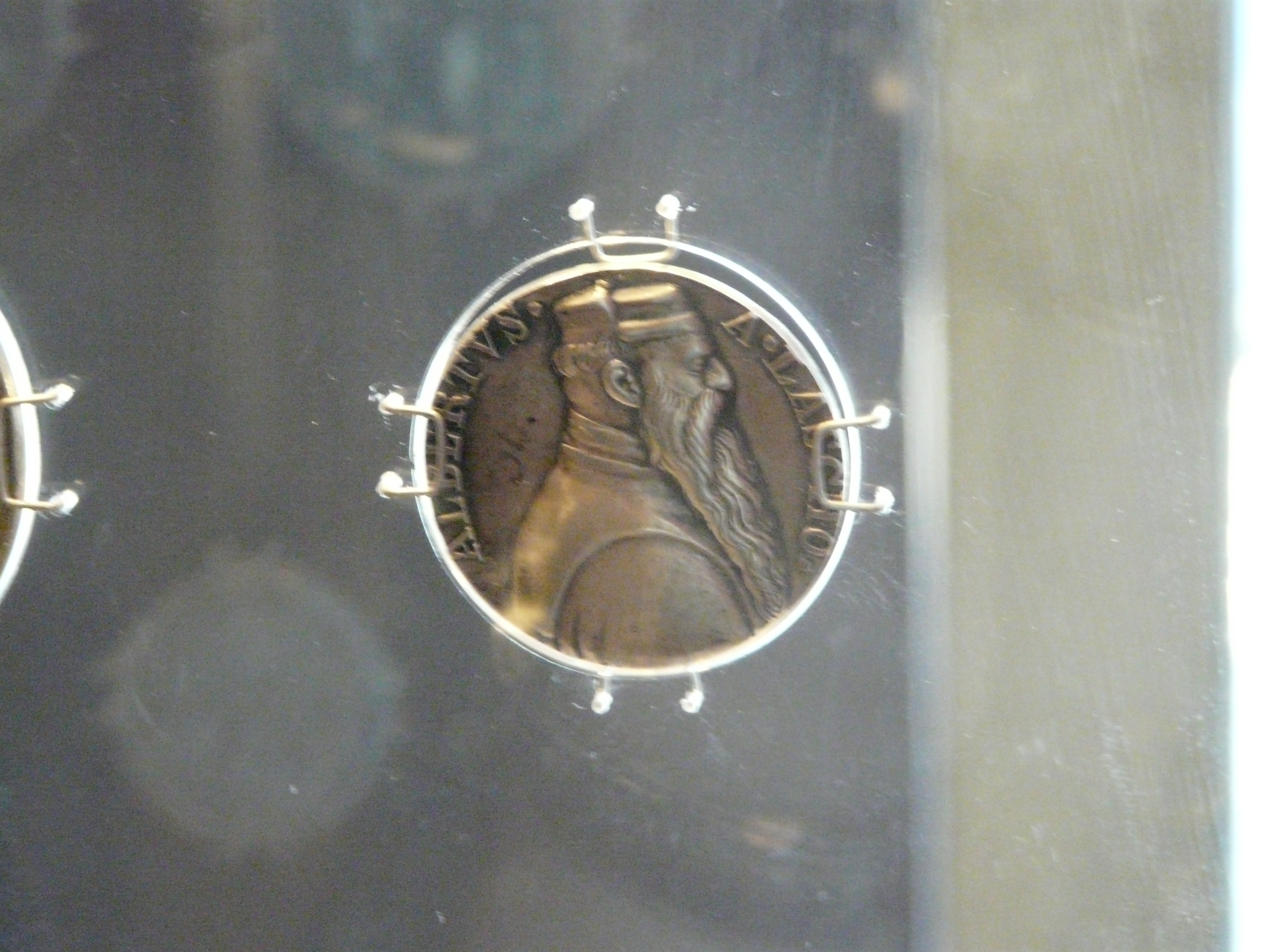
Медаль Лаского

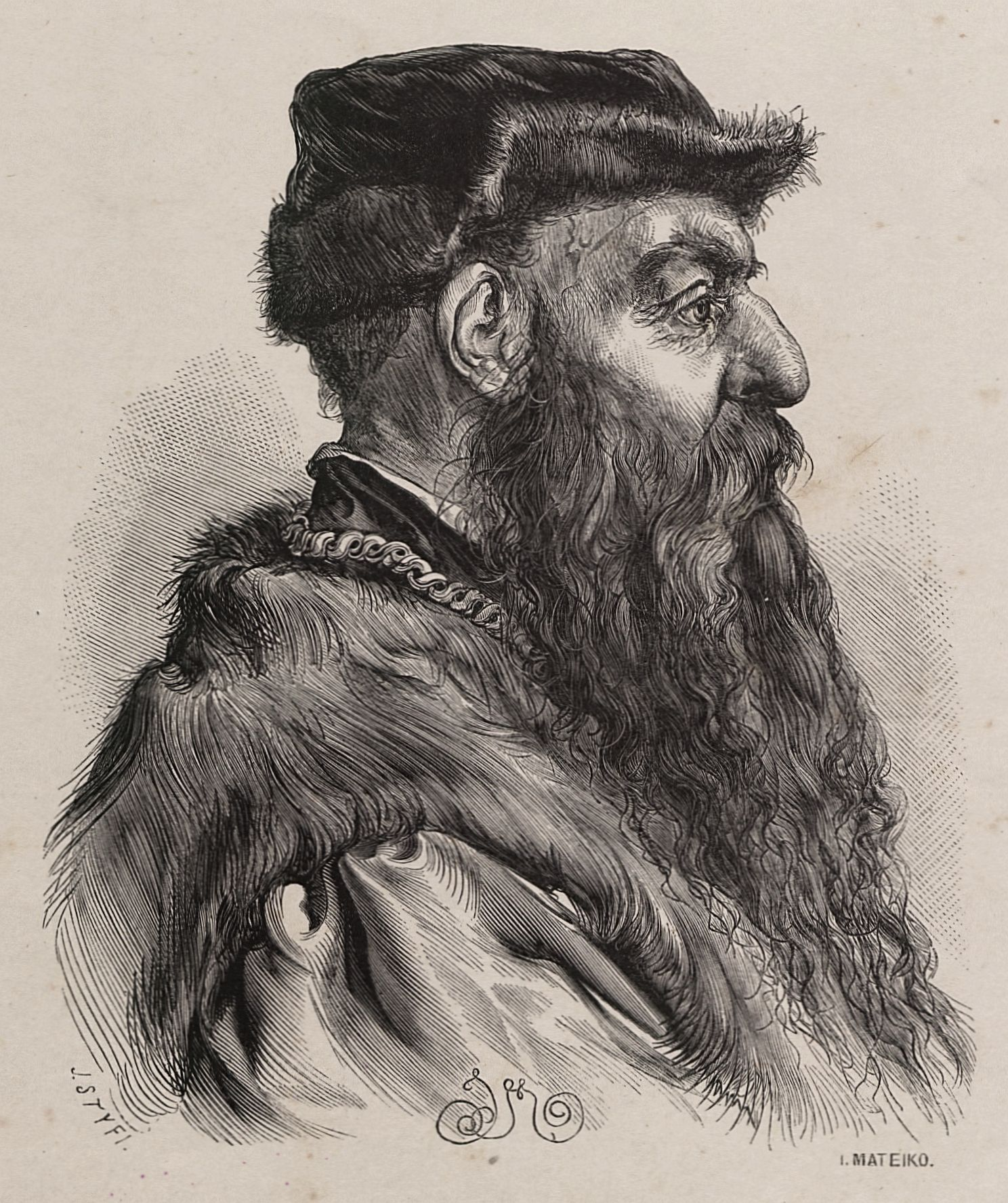
Альбрехт Лаский, портрет Яна Матейко

В 1561 году Альбрехт Лаский обратился за помощью к императорскому двору и завербовал в Венгрии отряд из 2000 наёмников. 18 ноября он разбил войско молдавского господаря Александра Лэпушняну и посадил Деспота на господарский трон в Сучаве. Взамен новый молдавский правитель передал Альбрехту Ласкому во владение приграничный замок Хотин и пожаловал ему титул великого гетмана. Альбрехт Лаский не вернул выданных ему на экспедицию 100 тысяч дукатов и вынужден был на сейме 1562—1563 годов объяснять свои действия. Альбрехт Лаский назначил комендантом Хотина Яна Пясецкого, родственника князя Дмитрия «Байды» Вишневецкого. Позже по недоразумению Иоан Якоб Гераклид отобрал к Альбрехта Лаского хотинскую крепость. В 1566 году получил должность воеводы серадзского.

## Брак с Беатой Косцелецкой
Альбрехт Лаский был трижды женат. Его первой женой стала Катажина Бучинская (умерла в 1569 году), вдова венгерского магната Ежи Середи, чьё имущество он растратил во время молдавской экспедиции. В 1564 году Альбрехт Лаский вторично женился на Беате Косцелецкой (1515—1576), вдове старосты брацлавского и винницкого, князя Ильи Острожского (1510—1539). Мать Беаты, Катажина Тельничанка, была любовницей польского короля Сигизмунда І Старого. Беата Костелецкая была внебрачной дочерью короля и воспитывалась вместе с его законными детьми от Боны Сфорца.
Беата Косцелецкая была на 21 год старше Альбрехта Лаского и из-за малолетства своей дочери Эльжбеты управляла обширными поместьями князей Острожских на Украине. А. Лаский женился на Беате, чтобы получить её богатые владения и денежные средства для своих рискованных предприятий. Сразу же после свадьбы он вывез Беату в венгерский замок Кежмарок и заставил жену переписать свои владения, а также дочери, на своё имя. После этого А. Лаский держал свою жену в заключении в Кежмарке в течение восьми лет. Несмотря на письма Беаты к императору Фердинанду І Габсбургу, польскому королю Сигизмунду II Августу, Анне Ягеллонке и дружественным её магнатам, никто из них не стал ей помогать. Альбрехт Лаский пользовался большими связями при дворе Габсбургов. Только в 1573 году император приказал старосте Горной Силезии расследовать дело Косцелецкой. Выяснился тот факт, что во время заключения своей второй жены Альбрехт Лаский женился в третий раз на француженке Сабине де Сов. Однако из-за бескоролевья в Польше и высокого положения А. Лаского при императорском дворе судебное дело было приостановлено. А. Лаский лишился владений Б. Косцелецкой, но продолжал держать её в заключении, несмотря на то, что она обещала отказаться от всех претензий к нему. В итоге в 1576 году Беата Костелецкая была перевезена из Кежмарка в Кошице, где продолжала оставаться под арестом. В июле того же года она скончалась, проведя в заключении одиннадцать лет.

## Война и политика
5 сентября 1566 года скончался султан Османской империи Сулейман I Великолепный, и на престол вступил его сын Селим II. Правительство Сигизмунда Августа отправило в Стамбул посольство под руководством каштеляна войницкого Петра Зборовского, который должен был добиться от Порты помощи в войне против Русского государства. Ради этого Польша и Литва были вынуждены отказаться от вмешательства во внутренние дела Молдавского княжества, вассала Стамбула. В этой ситуации новый поход Альбрехта Лаского на Молдавию мог сильно осложнить отношения с Османской империей. Король Сигизмунд Август осенью призвал воеводу серадзского Альбрехта Лаского ко двору, чтобы получить от него объяснения. Лаский заявил о своём невмешательстве в молдавские дела, но на самом деле планировал сорвать возможный межгосударственный договор.
Весной 1568 года (во время польско-турецких переговоров в Стамбуле) Крымское ханство совершило очередной набег на южные земли ВКЛ, где опустошило Волынское воеводство, разорив и захватив в плен большое количество местных жителей. Этим воспользовался Альбрехт, собрав своё частное войско и двинувшись в погоню за отступающими татарами. Не настигнув врага на территории государства, Лаский продолжил преследование в степи и догнал татар под Очаковом. Альбрехт разбил их, освободил пленников и захватил тысячу голов скота. Из-за действий Лаского османский султан прекратил переговоры. Сам же воевода серадзский получил большую популярность в Польше и Литве.
В 1569 году Альбрехт принял участие в заключении Люблинской унии между Польским королевством и Великим княжеством Литовским.
В 1569 году Альбрехт перешел из кальвинизма в римско-католическую веру и стал активным деятелем контрреформации. В 1570–1572 годах вместе с Тарновскими и Зборовскими безуспешно пытался захватить огромное наследство, оставшееся после внезапной смерти каштеляна войницкого Яна Кшиштофа Тарновского (1537–1567), сына и наследника гетмана великого коронного Яна Амора Тарновского. Неудачей закончилась и его новая попытка захватить господарский престол в Молдавии.

## Сторонник Габсбургов
7 июля 1572 года скончался бездетный король Речи Посполитой Сигизмунд Август. В январе 1573 года в Варшаве был созван конвокационный сейм. Первоначально Альбрехт Лаский поддерживал кандидатуру эрцгерцога Эрнста Австрийского, сына германского императора Максимилиана II. Позднее большинство польских магнатов и шляхты перешли на сторону французского принца Генриха Анжуйского. Французский посланник Жан де Монлюк предложил воеводе серадзскому за поддержку принца Генриха 100 тысяч талеров и обещание от имени Франции поддержать в Стамбуле его претензии на молдавский господарский престол.
В январе 1573 году Альбрехт Лаский подписал акт Варшавской конфедерации, а в мае того же года на элекционном сейме поддержал кандидатуру Генриха на польский престол. Лаский вошел в состав польской делегации, которая выехала в Париж, чтобы просить новоизбранного монарха Генриха Валуа приехать в Польшу. Во Франции Альбрехт получил свои 100 тысяч талеров, но после возвращения в Польшу из-за скандала с двоежёнством и действий его политических противников лишился расположения нового короля.
В ночь с 18 на 19 июня 1574 года Генрих Валуа тайно бежал из Польши во Францию, чтобы занять королевский престол после смерти своего старшего брата Карла IX. Генрих оставил в Польше грамоту, в которой обещал вернуться, но на самом деле делать этого не собирался. 24 августа 1574 года на съезде сенаторов в Варшаве было принято решение, что если Генрих не вернётся до июня 1575 года, он будет объявлен низложенным, что и произошло.
В 1575 году во время нового бескоролевья Альбрехт Лаский вновь высказывался за кандидатуру императора Максимилиана II Габсбурга, но королём Речи Посполитой был избран князь Трансильвании Стефан Баторий. Альбрехт Лаский вынужден был удалиться в эмиграцию. 12 октября 1576 года император Максимилиан II скончался, а его сын и наследник Рудольф II не был заинтересован в борьбе за польский трон. Между тем Лаский, лишившийся денежных средств, получил от императора 6 тысяч талеров и выехал в Италию, откуда вернулся в Венгрию, но и оттуда вскоре уехал. В январе 1581 года Альбрехт получил прощение от Стефана Батория и вернулся в Польшу. 16 января Лаский встретился с королём под Ливом, затем сразу же был принят в местном замке и сопровождал короля во время охоты. Стефан Баторий пожаловал ему спишское староство, которое вначале надо было выкупить, но на это у Лаского не было денег. В этой ситуации воевода серадзский вновь выехал за границу.

## Последние годы

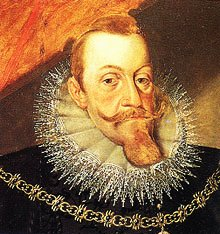
Сигизмунд III Ваза

30 апреля (1 мая) 1583 года Альбрехт Лаский прибыл в Лондон. Уже в первую неделю своего пребывания на острове А. Лаский был дважды принят английской королевой Елизаветой I Тюдор, добившись ей расположения. Елизавета передала А. Лаского под опеку своим фаворитам Роберту Дадли и Филиппу Сидни. На самом же деле Альбрехт Лаский приехал в Англию не для аудиенции с королевой, а чтобы заполучить для себя и польского короля алхимиков Джона Ди и Эдварда Келли, которые обещали золото каждому, кто их наймет. 21 сентября 1583 года Альбрехт Лаский вместе с двумя алхимиками отплыл из Грейвзенда в Польшу. Его финансы были в очень плохом состоянии. Он потерял венгерский замок Кежмарок и из всего отцовского наследства в Спише сохранил за собой только имение Недзицу. Английские алхимики безуспешно пытались превратить песок в золото, и в мае 1585 года после аудиенции у короля уехали в Прагу.
12 декабря 1586 года в Гродно скоропостижно скончался король Речи Посполитой Стефан Баторий. В республике начался новый период бескоролевья, и вместе с ним острый конфликт между канцлером великим коронным Яном Замойским и семьей Зборовских. Воевода серадзский А. Лаский поддерживал Яна Замойского. Канцлер великий коронный Ян Замойский помог шведскому кронпринцу Сигизмунду Вазе занять польский королевский трон и одержал победу над сторонниками австрийского эрцгерцога Максимилиана Габсбурга в битве под Бычиной в январе 1588 года. Эрцгерцог был взят в плен и заключен в Красныставе и вынужден был отказаться от претензий на польскую корону.
В 1588 году Альбрехт Лаский получил в награду от нового польского короля Сигизмунда III Вазы мариенбургское староство вместе с тремя замками: Мариенбургом, Шваненбурга и Киремпе. В 1589 году он продал венгерскому роду Хорватов словацкое имение Недзицу.
В 1593—1594 годах Альбрехт Лаский сопровождал польского короля Сигизмунда Вазы во время его первой экспедиции в Швецию, где оказал монарху большие услуги, за которые, однако, не был вознагражден. Его место при дворе заняли сыновья Ян Альбрехт и Ян Иероним.

## Семья
Альбрехт Лаский был трижды женат. В 1558 году первым браком женился на Катажине Бучинской, вдове венгерского магната Ежи Середи. В 1564 году вторично женился на Беате Косцелецкой (1515—1576), вдове старосты брацлавского и винницкого, князя Ильи Острожского (1510—1539). Около 1571 года в третий раз женился на француженке Сабине де Сов (ум. после 1619), от брака с которой имел двух сыновей: Яна Альбрехта (ум. 1607), Яна Иеронима (ум. 1631) и двух дочерей: Марию Изабеллу и Леонору.